# Большой Ик (приток Ая)
Большой Ик (баш. Оло Ыйыҡ, в верховье Малый Ик) — река в России, правый приток реки Ай, протекает по территории Челябинской области и Башкортостана.

## Географические сведения
Длина реки — 108 км, площадь водосборного бассейна — 1460 км², общее падение — 260 м. Скорость течения до 0,5 м/с, ширина реки в нижнем течении увеличивается до 15—20 метров. Средний расход воды в устье — 8,6 м³/с. Питание реки преимущественно снеговое.
Большой Ик берёт начало на западном склоне хребта Азям на территории Челябинской области. Протекает с востока на запад по территории Челябинской области, Белокатайского и Мечетлинского районов Республики Башкортостан и впадает в реку Ай в 138 километрах от её устья. Высота устья — 199 м над уровнем моря. Вблизи устья на левом берегу располагалась деревня башкир Трубкильдино (не существующая официально с 2005 года). 
Исток Большого Ика находится на низкогорье, сложенном породами карбона и перми. Рельеф сильно расчленён речными долинами, логами, балками, русло сильно петляет, пойма поросла зарослями кустарника, встречаются старицы.
Лесистость бассейна составляет 42 %, распаханность — 26 %, заболоченность — 1 %.

### Притоки
Притоки указаны от устья к истоку.
- 18 км: Кучевыш
- 32 км: Искуш (пр)
- 54 км: Соколка
- 55 км: Ярошелга
- 59 км: Тарша (лв)
- 60 км: Васелга (пр)
- 69 км: Апутовский Сакалдым
- 83 км: Сакалдым
- 86 км: Утяшта
- 98 км: Кадындаръелга
- 99 км: Катнашта